# Sjak
Et sjak er en lille gruppe håndværkere eller andre arbejdere, typisk temmelig autonom. Deres formand, mere eller mindre formaliseret, er deres sjakbajs.